# Tetragnatha papuana
Tetragnatha papuana là một loài nhện trong họ Tetragnathidae.
Loài này thuộc chi Tetragnatha. Tetragnatha papuana được miêu tả năm 1911 bởi Kulczynski.